# ロビン・ファン・ロスマレン
ロビン・ファン・ロスマレン（Robin van Roosmalen、1989年10月1日 - ）は、オランダの男性キックボクサー。北ブラバント州スヘルトーヘンボス出身。ファイトクラブ・デンボス所属。ゴールデン・グローリーとはマネージメント契約のみ。元GLORY世界フェザー級王者。元GLORY世界ライト級王者。ロビン・ファン・ルースマレン、ロビン・ファン・ロスマーレンとも表記される。
70kg級では体格的に小柄ながらもアグレッシブに打ち合うファイトスタイルで好勝負を連発し、21歳でIT'S SHOWTIME 70kg MAXトーナメント優勝を果たした。

## 来歴
実父ウィリアム・ファン・ロスマレンは日本でPRIDE.2に出場したこともあるキックボクサー、弟と妹もキックボクサーという格闘技一家に生まれる。
2004年11月13日に15歳でプロデビューし、勝利。
2006年2月5日、アティ・ゴルに判定勝ち。
2007年1月22日、ヤフス・カヤバシに3-0の判定勝ち。
2008年2月17日、K-1 MAX Netherlands 2008 The Final Qualificationにてリーロイ・ケスナーとドロー。
2008年4月26日、アムステルダム・アリーナで開催されたK-1 WORLD GP 2008 IN AMSTERDAMのオープニング・ファイトでハマディ・エル・マハダウイに判定勝ち。
2010年3月21日、K-1 WORLD MAX 2010 -West Europe Tournament-にて、一回戦でヘンリー・ヴァン・オプスタルに延長戦の末に判定勝ち、準決勝でモハメド・カマルに1RKO負け。
2010年9月12日、Fightingstars presents: IT'S SHOWTIME 2010にて、ウィリアム・ディンダーに左ボディブローで3RKO勝ち。
2010年10月16日、Ultimate Glory 2010/11 World Series: First Roundのワンマッチで、マキシム・ウィロフスキーと対戦し、2度ダウンを奪って3-0の判定勝ち。この試合の勝者はK-1 MAXと契約することが試合前から発表されていたが、2011年のK-1は財政難によって活動を休止したため、K-1 MAX参戦は実現しなかった。
2011年3月6日、Fightingstars presents: It's Showtime Sporthallen Zuidにて、シャヒッド・オラド・アラフと真っ向からの打ち合い、4-1の判定勝ち。
2011年5月21日、Fightclub presents: IT'S SHOWTIME 2011にて、モハメド・カマルと再戦し、1-4の判定負け。
2011年9月24日、IT'S SHOWTIME "Fast & Furious 70kg MAX 2011"トーナメントにて、拳の怪我で欠場したジョルジオ・ペトロシアンの代役として急遽参戦。一回戦でシャヒッド・オラド・アラフと再戦し、再び真っ向から打ち合って戦意喪失させて2RTKO勝ち。準決勝でIT'S SHOWTIME 70kg MAX世界王者クリス・ナギンビからダウンを奪って判定勝ち。決勝でアルトゥール・キシェンコからダウンを奪って1RKO勝ちで優勝を収めた。

## 戦績

### 総合格闘技
| 総合格闘技 戦績 | 総合格闘技 戦績 | 総合格闘技 戦績 | 総合格闘技 戦績 | 総合格闘技 戦績 | 総合格闘技 戦績 | 総合格闘技 戦績 |
| --------------- | --------------- | --------------- | --------------- | --------------- | --------------- | --------------- |
| 1 試合          | (T)KO           | 一本            | 判定            | その他          | 引き分け        | 無効試合        |
| 1 勝            | 1               | 0               | 0               | 0               | 0               | 0               |
| 0 敗            | 0               | 0               | 0               | 0               | 0               | 0               |

| 勝敗 | 対戦相手                | 試合結果                  | 大会名                      | 開催年月日    |
| ○    | Athinodoros Michailidis | 2R 2:21 TKO（パンチ連打） | Final Fight Championship 22 | 2016年2月19日 |

### キックボクシング
| キックボクシング 戦績 | キックボクシング 戦績 | キックボクシング 戦績 | キックボクシング 戦績 | キックボクシング 戦績 | キックボクシング 戦績 | キックボクシング 戦績 |
| --------------------- | --------------------- | --------------------- | --------------------- | --------------------- | --------------------- | --------------------- |
| 55 試合               | (T)KO                 | 判定                  | その他                | 引き分け              | 無効試合              |                       |
| 38 勝                 | 13                    | 25                    |                       | 3                     |                       |                       |
| 14 敗                 |                       |                       |                       | 3                     |                       |                       |

| 勝敗 | 対戦相手                     | 試合結果                           | 大会名                                                                   | 開催年月日     |
| ○    | 長島☆自演乙☆雄一郎           | 3R終了 判定3-0                     | DREAM.18 & GLORY 4                                                       | 2012年12月31日 |
| ×    | ジョルジオ・ペトロシアン     | 3R終了 判定0-3                     | Glory 3: Rome - 2012 Middleweight Slam Final 【決勝】                    | 2012年11月30日 |
| ○    | サニー・ダールベック         | 3R TKO（ボディブロー）             | Glory 3: Rome - 2012 Middleweight Slam Final 【準決勝】                  | 2012年11月30日 |
| ○    | ティム・トーマス             | 2R 1：05 TKO（レフェリーストップ） | Glory 3: Rome - 2012 Middleweight Slam Final 【1回戦】                   | 2012年11月30日 |
| ×    | Hafid el Boustati            | 2R 2:00 TKO（ドクターストップ）    | IT'S SHOWTIME                                                            | 2012年6月30日  |
| ○    | ジャバル・アスケロフ         | 3R終了 判定3-0                     | Golden Glory Final 16 70kg Max Tournament                                | 2012年5月26日  |
| ○    | ラヒッド・ベラニ             | 3R終了 判定3-0                     | Vuisten Van Vuur                                                         | 2012年2月26日  |
| ○    | ムラット・ディレッキー       | 3R終了 判定2-0                     | IT'S SHOWTIME in Leeuwarden                                              | 2012年1月28日  |
| ○    | アルトゥール・キシェンコ     | 1R KO（左フック）                  | IT'S SHOWTIME "Fast & Furious 70kg MAX 2011" 【決勝】                    | 2011年9月24日  |
| ○    | クリス・ナギンビ             | 3R終了 判定4-1                     | IT'S SHOWTIME "Fast & Furious 70kg MAX 2011" 【準決勝】                  | 2011年9月24日  |
| ○    | シャヒッド・オラド・アラフ   | 2R TKO                             | IT'S SHOWTIME "Fast & Furious 70kg MAX 2011" 【1回戦】                   | 2011年9月24日  |
| ×    | モハメド・カマル             | 3R終了 判定1-4                     | Fightclub presents: IT'S SHOWTIME 2011                                   | 2011年5月21日  |
| ○    | シャヒッド・オラド・アラフ   | 3R終了 判定4-1                     | IT'S SHOWTIME                                                            | 2011年3月6日   |
| ○    | マキシム・ウィロフスキー     | 3R終了 判定3-0                     | Ultimate Glory 2010/11 World Series: First Round 【K-1 MAX出場者決定戦】 | 2010年10月16日 |
| ○    | ウィリアム・ディンダー       | 3R KO（左ボディブロー）            | IT'S SHOWTIME                                                            | 2010年9月12日  |
| ×    | モハメド・カマル             | 1R KO                              | K-1 WORLD MAX 2010 -West Europe Tournament- 【準決勝】                   | 2010年3月21日  |
| ○    | ヘンリー・ヴァン・オプスタル | 3R+延長R終了 判定3-0               | K-1 WORLD MAX 2010 -West Europe Tournament- 【1回戦】                    | 2010年3月21日  |
| ○    | ハマディ・エル・マハダウイ   | 3R終了 判定2-1                     | K-1 WORLD GP 2008 IN AMSTERDAM                                           | 2008年4月26日  |
| △    | リーロイ・ケスナー           | 3R終了 判定                        | K-1 MAX Netherlands 2008 The Final Qualification                         | 2008年2月17日  |
| ○    | ヤフス・カヤバシ             | 3R終了 判定3-0                     | MT Lumpini & Siam Gym Gala                                               | 2007年1月22日  |
| ○    | アティ・ゴル                 | 3R終了 判定3-0                     | Muaythai Gala Fight and Survive                                          | 2006年2月5日   |

## 獲得タイトル
- IT'S SHOWTIME Fast & Furious 70kg MAXトーナメント 優勝
- 第2代GLORY世界ライト級王座（2014年）
- 第4代GLORY世界フェザー級王座（2016年）
- 第5代GLORY世界フェザー級王座（2017年）